# 몬테네그로 항공
몬테네그로 항공(영어: Montenegro Airlines)은 몬테네그로의 국영 항공사로 총 4개 노선을 취항하고 있다. 본사는 몬테네그로 포드고리차 위치해 있으며 1994년에 설립했다. 또한 사용하고 있는 허브 공항으로 포드고리차 공항, 티바트 공항이 있다.

## 운항 노선
- 2015년 1월 현재 몬테네그로 항공은 다음과 같은 노선을 운항하고 있다.[4]

### 코드쉐어 협정
- 몬테네그로 항공은 다음과 같은 항공사와 코드쉐어 협정을 체결하고 있다.

| - 에어 세르비아 - 에티하드 항공 - S7 항공 (원월드) |